# Eduardo Zorita Tomillo
Eduardo Zorita Tomillo (Valladolid, 11 de agosto de 1928-León, 19 de noviembre de 2022), fue un profesor universitario español, catedrático de Genética y Alimentación de la Facultad de Veterinaria de León, director general de Universidades (23 de abril a 30 de julio de 1976) y director general de Política Científica (26 de noviembre de 1976 a 27 de agosto de 1977) del Ministerio de Educación.
Fue, junto al sacerdote José María de Llanos, el principal impulsor del Servicio Universitario del Trabajo (SUT), uno de los tres estudiantes que formó parte del primer campamento del SUT en Rodalquilar (Almería), y el primer jefe (marzo de 1952 y noviembre de 1953) del Servicio Universitario del Trabajo, que constituyó para muchos de los estudiantes que pasaron por sus campos, una de las principales causas de su progresivo acercamiento a los sectores de oposición a la dictadura franquista.

## Biografía

### Participación en el SUT
En 1950 Eduardo Zorita, José Antonio Gómez Meana y Gerardo López García, entonces jóvenes universitarios, llegaron al Valle de Rodalquilar, para trabajar con los mineros en la mina de la empresa pública Adaro, una iniciativa que había surgido en la Residencia “Cor Iesu”,  fundada y dirigida por el padre Llanos, y que sería el germen del Servicio Universitario del Trabajo. Al año siguiente (1951) participan en el campamento del SUT 30 estudiantes y en 1952 llegan a 350. Ese año, el 12 de marzo de 1952, Eduardo Zorita, que había dirigido en 1950 y 1951 el campo de Rodalquilar bajo la tutela de Llanos, es nombrado primer jefe del SUT.
A lo largo de 19 años (hasta 1969), participaron en los campamentos del SUT 13.254 estudiantes, entre ellos Cristina Almeida, Carlos París, Xabier Arzallus, Alfonso Carlos Comín, Víctor Pérez Díaz, Juan Goytisolo, Javier Pradera, Carlos Jiménez de Parga, Nicolás Sartorius, Jesús López Pacheco, Pascual Maragall, Manuel Vázquez Montalbán, Manuela Carmena, Vicenç Navarro.
José Miguel Ullán, José Antonio Martínez Soler, Jaime Peñafiel, Ramón Tamames, que también tomaron parte en los campos del Servicio Universitario del Trabajo, han destacado el protagonismo de Zorita en la creación del SUT.

### Carrera académica
Licenciado y doctor en Veterinaria por la Universidad Complutense de Madrid, amplió sus estudios en Völkenrode (Braunscheweig, República Federal Alemana). Fue, sucesivamente, colaborador Científico del Consejo Superior de Investigaciones Científicas (1957), jefe del Laboratorio de Nutrición Animal del C.S.I.C. (1960) e investigador científico del C.S.I.C. (1962). 
En 1962 logra la cátedra de Genética y Alimentación de la Facultad de Veterinaria de León.
Fue, asimismo, jefe de la Sección de Zootecnia de la Estación Agrícola Experimental del C.S.I.C. de León (1962), vicedirector de la Estación Agrícola Experimental del C.S.I.C. de León (1964) y vicedecano de la Facultad de Veterinaria de León (1967-1970).
En abril de 1976 fue nombrado director general de Universidades del Ministerio de Educación y Ciencia, cargo que desempeñó entre el 23 de abril y el 30 de julio de 1976. Posteriormente fue también, entre el 26 de noviembre de 1976 y el 27 de agosto de 1977, director general de Política Científica.
Fue consejero Adjunto del Patronato "Alonso de Herrera"  y miembro correspondiente del Senado del Instituto Federal de Investigaciones Agrarias de Braunschweig.

## Libros
- Zorita Tomillo, Eduardo. Handbuch der Futtermittel. Berlín 1967
- Zorita Tomillo, Eduardo. Ideas para una investigación de la decadencia española. Universidad de Oviedo.
- Zorita Tomillo, Eduardo. Alimentación del cerdo. Editorial Acribia, 1966
- R. Peláez, F. Javier Giráldez García, Eduardo Zorita Tomillo. El reflejo de las fermentaciones ruminales en la excreción renal de urea, derivados púricos y ácido benzoico. Nutrición de rumiantes en zonas áridas y de montaña y su relación con la conservación del medio natural / coord. por Junta de Andalucía, Heliodoro Fernández López, 1993 pág. 229
- Jesús D. Celada, Eduardo Zorita Tomillo, Tomás E. Llamazares. La ganadería extensiva en las comarcas bercianas de Somoza y Balboa (León).Universidad de León, 1993.
- Zorita Tomillo, Eduardo. Informe sobre política científica para la Comunidad Autónoma de Castilla y León. Servicio de Publicaciones de la Junta de Castilla y León, 1983

## Traducciones
- Becker, Max. Análisis y valoración de piensos y forrajes. Editorial Acribia, S.A. 1961

## Artículos
- Eduardo Zorita Tomillo. Naturaleza y sentido de la profesión veterinaria (parte I). Información Veterinaria, ISSN 1130-5436, N.º 2 (MAR), 2003, págs. 4-7
- Eduardo Zorita Tomillo. Naturaleza y Sentido de la Profesión Veterinaria (parte II). Información Veterinaria, ISSN 1130-5436, N.º 3 (ABR), 2003, págs. 6-9
- Eduardo Zorita Tomillo. La investigación zootécnica española: Las razones de un fracaso. Archivos de zootecnia, ISSN 0004-0592, Vol. 50, Nº 192, 2001
- K. Osoro, R. Celaya Aguirre, Adela Martínez Fernández, Eduardo Zorita Tomillo. Pastoreo de las comunidades vegetales de montaña por rumiantes domésticos: Producción animal y dinámica vegetal. Pastos: Revista de la Sociedad Española para el Estudio de los Pastos, ISSN 0210-1270, Vol. 30, N.º 1, 2000, págs. 3-50
- Eduardo Zorita Tomillo, K. Osoro. La utilización del territorio mediante sistemas pastorales. Bovis, ISSN 1130-4804, N.º 67 (DIC), 1995, págs. 13-20
- Rafael Sanz Arias, J. F. González, Eduardo Zorita Tomillo. Las semillas de algarrobas ("Vicia monanthos, L.") en la alimentación de corderos en crecimiento. Avances en alimentación y mejora animal., ISSN 0005-1896, Vol. 18, N.º 10 (OCT), 1977, págs. 5-9
- Rafael Sanz Arias, Eduardo Zorita Tomillo, Jorge Francisco González Pérez. Empleo de un cultivo de levadura sobre melaza en la alimentación de rumiantes en crecimiento. Avances en alimentación y mejora animal., ISSN 0005-1896, Vol. 17, N.º 11 (NOV), 1976, págs. 15-18
- Jorge Francisco González Pérez, Eduardo Zorita Tomillo, Rafael Sanz Arias. Empleo de un cultivo de levadura sobre melaza en la alimentación de rumiantes en crecimiento. Anales de la Facultad de Veterinaria de León, ISSN 0373-1170, Año 21, N.º 21, 1975, págs. 189-196
- Eduardo Zorita Tomillo, Rafael Sanz Arias. El desarrollo de los órganos linfoides y de las gónadas en las aves. Anales de la Facultad de Veterinaria de León, ISSN 0373-1170, Año 21, N.º 21, 1975, págs. 197-203
- Rafael Sanz Arias, F. J. González, Eduardo Zorita Tomillo. Crecimiento y producción de lana en las hembras de raza Churra. Avances en alimentación y mejora animal., ISSN 0005-1896, Vol. 16, N.º 10 (OCT), 1975, págs. 443-446
- Rafael Sanz Arias, Francisco Javier Ovejero Martínez, Eduardo Zorita Tomillo. Evolución del peso vivo de los corderos de raza Churra desde el nacimiento hasta las veinte semanas. Avances en alimentación y mejora animal., ISSN 0005-1896, Vol. 16, N.º 2 (FEB), 1975, págs. 77-82
- Francisco Javier Ovejero Martínez, Eduardo Zorita Tomillo, Rafael Sanz Arias. El peso al nacimiento y sus relaciones con el sexo y la gemelaridad en los corderos de raza churra. Anales de la Facultad de Veterinaria de León, ISSN 0373-1170, Vol. 20, N.º 20, 1974 (Ejemplar dedicado a: Don Santos Ovejero del Agua), págs. 91-100
- Francisco Javier Ovejero Martínez, Eduardo Zorita Tomillo, Rafael Sanz Arias. Evolución del peso vivo de los corderos de raza churra, desde el nacimiento hasta las veinte semanas. Anales de la Facultad de Veterinaria de León, ISSN 0373-1170, Vol. 20, N.º 20, 1974 (Ejemplar dedicado a: Don Santos Ovejero del Agua), págs. 101-109
- Rafael Sanz Arias, Jorge Francisco González Pérez, Eduardo Zorita Tomillo. Crecimiento y producción de lana en las hembras de raza churra. Anales de la Facultad de Veterinaria de León, ISSN 0373-1170, Vol. 20, N.º 20, 1974 (Ejemplar dedicado a: Don Santos Ovejero del Agua), págs. 111-117
- Rafael Sanz Arias, Francisco Javier Ovejero Martínez, Eduardo Zorita Tomillo. El peso al nacimiento y sus relaciones con el sexo y la gemelaridad en los corderos de raza churra. Avances en alimentación y mejora animal., ISSN 0005-1896, Vol. 15, N.º 8-9 (AGO-SEP), 1974, págs. 271-276
- Rafael Sanz Arias, Francisco Javier Ovejero Martínez, Eduardo Zorita Tomillo. Evolución de la composición química del calostro de oveja. Avances en alimentación y mejora animal., ISSN 0005-1896, Vol. 15, N.º 7 (MAY), 1974, págs. 225-228
- A. Santos Gutiérrez, Eduardo Zorita Tomillo, Jesús Rodríguez Guedas. Digestibilidad y valor nutritivo de las pajas de trigo (Triticum sativum, Lám.); cebada (Ordeum vulgare, L.); centeno (Secale cereal, L.) y avena (Avena sativa, L.) Anales de la Facultad de Veterinaria de León, ISSN 0373-1170, Vol. 19, N.º 19, 1, 1973, págs. 263-271
- Francisco Javier Ovejero Martínez, Eduardo Zorita Tomillo, Rafael Sanz Arias. Evolución de la composición química del calostro de oveja. Anales de la Facultad de Veterinaria de León, ISSN 0373-1170, Vol. 19, N.º 19, 1, 1973, págs. 273-279
- Eduardo Zorita Tomillo, Jesús Rodríguez Guedas. Digestibilidad y valor nutritivo de la paja de alholvas (Trigonella Foenum Graecum, L.). Anales de la Facultad de Veterinaria de León, ISSN 0373-1170, Vol. 18, N.º 18, 2, 1972, págs. 537-543
- Eduardo Zorita Tomillo, Jesús Rodríguez Guedas. Prueba comparativa de lactancia natural y artificial en corderos de raza churra. Anales de la Facultad de Veterinaria de León, ISSN 0373-1170, Vol. 18, N.º 18, 2, 1972, págs. 545-550
- Jesús Rodríguez Guedas, José Antonio Guada Vallepuga, Andrés Suárez y Suárez, Eduardo Zorita Tomillo. Digestibilidad y valor nutritivo de las semillas de ocho leguminosas cultivadas en grano: Algarrobas (Vicia monanthos, L.); habas (Vicia faba, L.); yeros (Ervilia sativa, Link.); lentejas (Lens esculenta, Moench); guisantes (pisum sativum, L.) y alholvas (Trigo nella foenum graecum, L.) Anales de la Facultad de Veterinaria de León, ISSN 0373-1170, Vol. 18, N.º 18, 2, 1972, págs. 551-560
- Eduardo Zorita Tomillo, José Antonio Guada Vallepuga, Jesús Rodríguez Guedas. Digestibilidad y valor nutritivo de las hojas de castaño de indias (Aesculus hipocastanum, L.) Anales de la Facultad de Veterinaria de León, ISSN 0373-1170, Vol. 18, N.º 18, 2, 1972, págs. 561-570
- Rafael Sanz Arias, Eduardo Zorita Tomillo, Mariano Tovar Hernández. Determinación del valor proteico bruto ("gross protein value") de las semillas de veza ("vicia sativa, L") y guisante ("pisum sativum, L"). Avances en alimentación y mejora animal., ISSN 0005-1896, Vol. 12, N.º 4 (ABR), 1971, págs. 227-233
- Mariano Tovar Hernández, Eduardo Zorita Tomillo, Rafael Sanz Arias. Determinación del valor proteico bruto (gross protein value) de las semillas de veza (Vicia Sativa, L) y guisantes (Pisum Sativum, L). Anales de la Facultad de Veterinaria de León, ISSN 0373-1170, Vol. 16, N.º 16, 1970, págs. 371-379
- Rafael Sanz Arias, Mariano Tovar Hernández, Eduardo Zorita Tomillo. Presencia de inhibidores del crecimiento en las semillas de guisantes (Pisum Sativum L.) Anales de la Facultad de Veterinaria de León, ISSN 0373-1170, Vol. 16, N.º 16, 1970, págs. 381-392
- Jesús Rodríguez Guedas, María Concepción Carpintero Gigosos, Andrés Suárez y Suárez, Francisco Javier Ovejero Martínez, Eduardo Zorita Tomillo. Digestibilidad y valor nutritivo de las pajas de nueve leguminosas cultivadas para grano: lentejas (Lens esculenta Moench), algarrobas (Vicia monanthos, L.), almortas (Lathyrus sativus, L.), yeros (Ervilia sativa, Link), veza (Vicia sativa, L.), guisantes (Pisum sativum, L.), garbanzos (Cicer arietinum, L.), alubias y habas... Anales de la Facultad de Veterinaria de León, ISSN 0373-1170, Vol. 16, N.º 16, 1970, págs. 393-403
- Jesús Rodríguez Guedas, Eduardo Zorita Tomillo, Andrés Suárez y Suárez, Francisco Javier Ovejero Martínez. Estudio sobre los henos de la montaña Leonesa.: III. Influencia de la época de siega sobre el rendimiento de los prados y el valor nutritivo de los henos. Avances en alimentación y mejora animal., ISSN 0005-1896, Vol. 11, N.º 5 (MAY), 1970, págs. 387-400
- Jesús Rodríguez Guedas, Francisco Javier Ovejero Martínez, Eduardo Zorita Tomillo, María Concepción Carpintero Gigosos, Andrés Suárez y Suárez. Estudio sobre los henos de la montaña Leonesa. Avances en alimentación y mejora animal., ISSN 0005-1896, Vol. 11, N.º 4 (ABR), 1970, págs. 287-299
- Jesús Rodríguez Guedas, Francisco Javier Ovejero Martínez, Eduardo Zorita Tomillo, María Concepción Carpintero Gigosos, Andrés Suárez y Suárez. Estudio sobre los henos de la montaña Leonesa. (Continuación). Avances en alimentación y mejora animal., ISSN 0005-1896, Vol. 11, N.º 3 (MAR), 1970, págs. 195-202
- Jesús Rodríguez Guedas, Francisco Javier Ovejero Martínez, Eduardo Zorita Tomillo, María Concepción Carpintero Gigosos, Andrés Suárez y Suárez. Estudio sobre los henos de la montaña Leonesa.: II. Digestibilidad "in vivo" e "in vitro" y valoración energética. Avances en alimentación y mejora animal., ISSN 0005-1896, Vol. 11, N.º 2 (FEB), 1970, págs. 103-109
- Andrés Suárez y Suárez, María Concepción Carpintero Gigosos, Jesús Rodríguez Guedas, Eduardo Zorita Tomillo, Francisco Javier Ovejero Martínez. Estudio sobre los henos de la montaña Leonesa.: I. Composición química de las muestras recogidas en los heniles. Avances en alimentación y mejora animal., ISSN 0005-1896, Vol. 11, N.º 1 (ENE), 1970, págs. 11-21
- Eduardo Zorita Tomillo, María Concepción Carpintero Gigosos, Jesús Rodríguez Guedas, Andrés Suárez y Suárez. Composición química de algunos productos utilizados como alimentos invernales en el ganado ovino de la provincia de León. Anales de la Facultad de Veterinaria de León, ISSN 0373-1170, Vol. 15, N.º 15, 1, 1969, págs. 209-215
- Eduardo Zorita Tomillo, María Concepción Carpintero Gigosos, Andrés Suárez y Suárez, Francisco Javier Ovejero Martínez, Jesús Rodríguez Guedas. Estudios sobre los henos de la montaña leonesa: II. Digestibilidad "in vivo" e "in vitro" y valoración energética. Anales de la Facultad de Veterinaria de León, ISSN 0373-1170, Vol. 14, N.º 14, 1968, págs. 257-285
- Francisco Javier Ovejero Martínez, Andrés Suárez y Suárez, Eduardo Zorita Tomillo, Jesús Rodríguez Guedas. Estudios sobre los henos de la montaña leonesa: III. Influencia de la época de siega sobre el rendimiento de los prados y el valor nutritivo de los henos. Anales de la Facultad de Veterinaria de León, ISSN 0373-1170, Vol. 14, N.º 14, 1968, págs. 287-300
- María Concepción Carpintero Gigosos, Eduardo Zorita Tomillo, Francisco Javier Ovejero Martínez, Andrés Suárez y Suárez, Jesús Rodríguez Guedas. Estudios sobre henos de la montaña leonesa: 1. Composición química de las muestras recogidas en heniles. Anales de la Facultad de Veterinaria de León, ISSN 0373-1170, Vol. 13, N.º 13, 1967, págs. 297-306
- Eduardo Zorita Tomillo, Rafael Sanz Arias. Segundo estudio del crecimiento del pavo común español. Avances en alimentación y mejora animal., ISSN 0005-1896, Vol. 8, N.º 11 (NOV), 1967, págs. 1013-1017
- Eduardo Zorita Tomillo, Andrés Suárez y Suárez, María Luisa Calvo. Modificaciones de la lignina y formación de material húmico en el tracto digestivo de los rumiantes. Anales de la Facultad de Veterinaria de León, ISSN 0373-1170, Vol. 12, N.º 12, 1966, págs. 285-309
- Eduardo Zorita Tomillo, Jesús Rodríguez Guedas. Las excretas de aves en la alimentación de los rumiantes: II : Pruebas experimentales con ganado vacuno en crecimiento. Anales de la Facultad de Veterinaria de León, ISSN 0373-1170, Vol. 12, N.º 12, 1966, págs. 311-327
- Rafael Sanz Arias, Eduardo Zorita Tomillo. Segundo estudio del crecimiento del pavo común español. Anales de la Facultad de Veterinaria de León, ISSN 0373-1170, Vol. 12, N.º 12, 1966, págs. 329-337
- S. Santos Borbujo, Jesús Rodríguez Guedas, Eduardo Zorita Tomillo, Francisco Javier Ovejero Martínez. Las excretas de las aves en la alimentación de los rumiantes: III : Pruebas experimentales con ovejas de ordeño. Anales de la Facultad de Veterinaria de León, ISSN 0373-1170, Vol. 12, N.º 12, 1966, págs. 339-347
- Jesús Rodríguez Guedas, Eduardo Zorita Tomillo, Jesús Balboa Martín. La harina de semillas de habas (Vicia faba L.) como suplemento proteico para cerdos en crecimiento. Anales de la Facultad de Veterinaria de León, ISSN 0373-1170, Vol. 11, N.º 11, 1965, págs. 323-334
- Jesús Rodríguez Guedas, Eduardo Zorita Tomillo, Jesús Balboa Martín. Las excretas de aves en la alimentación de los rumiantes: I: Pruebas experimentales con ovejas gestantes y lactantes. Anales de la Facultad de Veterinaria de León, ISSN 0373-1170, Vol. 11, N.º 11, 1965, pág. 335
- Rafael Sanz Arias, Eduardo Zorita Tomillo. Experiencias iniciales con pavos españoles. Avances en alimentación y mejora animal., ISSN 0005-1896, Vol. 5, N.º 4 (ABR), 1964, págs. 221-228
- Rafael Sanz Arias, Eduardo Zorita Tomillo. La harina de bellotas en la alimentación de los pollos de carne. Anales de la Facultad de Veterinaria de León, ISSN 0373-1170, Vol. 9, N.º 9, 1963, págs. 119-130
- Miguel Cordero del Campillo, Andrés Suárez y Suárez, Eduardo Zorita Tomillo. La Estación Agrícola Experimental de León. Tierras de León: Revista de la Diputación Provincial, ISSN 0495-5773, Vol. 3, Nº 4, 1963, págs. 131-133
- Eduardo Zorita Tomillo, F.B. Briones, Rafael Sanz Arias. Posibilidad de explotación del pollo Leghorn para la producción de carne. Anales de la Facultad de Veterinaria de León, ISSN 0373-1170, Vol. 8, N.º 8, 1962, págs. 49-65
- Eduardo Zorita Tomillo, Rafael Sanz Arias, F.B. Briones. Posibilidades de explotación del cruce White Rock x Leghorn pra la producción de carne. Anales de la Facultad de Veterinaria de León, ISSN 0373-1170, Vol. 8, N.º 8, 1962, págs. 67-78
- C. Cosín Alvarez, Jesús Rodríguez Guedas, Eduardo Zorita Tomillo. Ensayos sobre preservación del caroteno en la harina de la alfalfa deshidratada. Anales de la Facultad de Veterinaria de León, ISSN 0373-1170, Vol. 7, N.º 7, 1961, págs. 147-163
- F.B. Briones, Eduardo Zorita Tomillo, Rafael Sanz Arias. Posibilidad de explotación del pollo Leghorn para la producción de carne. Avances en alimentación y mejora animal., ISSN 0005-1896, Vol. 2, N.º 8 (AGO), 1961, págs. 5-11
- Eduardo Zorita Tomillo, Rafael Sanz Arias, P. Arias Martinez. El pimentón (Capsicum annuum) en la alimentación de los pollos de carne. Avances en alimentación y mejora animal., ISSN 0005-1896, Vol. 2, N.º 7 (JUL), 1961, págs. 5-8